# Piso (usurpator)
Piso staat vermeld in de onbetrouwbare Historia Augusta hoofdstuk 21 en behoort tot de Dertig tirannen, pretendenten op de Romeinse keizerstitel. Hij zou actief geweest zijn tussen 260/261 na de dood van keizer Valerianus I en zou tot de Gens Calpurnia hebben behoord.

## Context
Na de gevangenneming en dood van keizer Valerianus, was Macrianus Maior de sterke man in het oosten van het Romeinse Rijk. Macrianus ging ervan uit dat hij sterk genoeg was om  de keizer in Rome, Gallienus te confronteren. Er lag een dwarsligger op de weg naar Rome en dat was Valens Thessalonicus, gouverneur van Achaea.
Macrianus stuurde zijn generaal Piso op hem af. Het vervolg is onduidelijk. Piso riep zichzelf uit tot keizer (hoogst onwaarschijnlijk), hij werd verslagen door Valens en gedood, waarna Valens zich ook tot keizer uitriep (wordt niet door andere bronnen bevestigd).